# 角元明日香
角元明日香（1992年4月8日—），是日本的女性聲優，VOICE KIT所屬，Apollo Bay前所屬。

## 人物
埼玉縣出身，血型為A型，專門學校東京廣播學院畢業。
2024年9月30日，宣佈所屬Apollo Bay已經退所，於同年10月1日移籍VOICE KIT所屬。

## 演出作品
※粗體字代表主要角色。

### 電視動畫
2014年
- 未確認進行式（大野仁子[1]）
- 一週的朋友（芹澤舞子）

2018年
- 童話魔法使（卡麥蓉）

### 遊戲
2013年
- 偶像大師 百萬人演唱會！（島原埃琳娜[2]）
- 星霜的亞馬遜（日语：星霜のアマゾネス）（メリー）

2014年
- ヴィーナスダンジョン（モンテスマ／クフ王／オデュッセウス）
- 魔法氣泡大冒險!!（日语：ぷよぷよ!!クエスト）（パノッティ）

2017年
- 偶像大師 百萬人演唱會！劇場時光（島原埃琳娜）

2018年
- 天華百劍-斬-（後藤藤四郎）

2019年
- 怪物彈珠（2019年 - 2022年 小翼、足利義昭[3]）

### 廣播
- 本気!アニラブ（日语：本気!アニラブ）（超!A&G+：2014年10月6日 - 2015年3月20日）

## 外部連結
- （日語）事務所公開簡歷 （页面存档备份，存于）